# Glaucomys
Glaucomys is een geslacht van zoogdieren uit de familie van de eekhoorns (Sciuridae). De wetenschappelijke naam van het geslacht werd in 1908 gepubliceerd door Oldfield Thomas.

## Soorten
Er worden 3 soorten in dit geslacht geplaatst:
- Glaucomys oregonensis (Bachman, 1839)
- Glaucomys sabrinus (Shaw, 1801) – Canadese vliegende eekhoorn
- Glaucomys volans (Linnaeus, 1758) – Noord-Amerikaanse vliegende eekhoorn